# Павильон № 24 «Механизация и электрификация» (Торговый городок)
Павильон № 24 «Механизация и электрификация» — двадцать четвёртый выставочный павильон Рязанской областной сельскохозяйственной, промышленной и строительной выставки, построенный в 1955 году архитектором В. И. Евстроповым. Расположен к востоку от главного павильона «Рязань», между павильонами № 2 и № 4. Предназначался для демонстрации сельскохозяйственной и грузовой техники, а также достижений в секторе энергетики Рязанской области.
Первоначально, парадный фасад и вход в павильон были расположена на Главной площади. В 1970-х годах в здание был переведён Приокский автовокзал. Для его размещения потребовалась перепланировка помещений с существенным изменением первоначального архитектурного проекта и переориентации входа, который теперь находится со стороны Восточной аллеи.

## История
Павильон спроектировал в августе 1955 года молодой архитектор строительного треста № 11 В. И. Евстропов. Строительство было завершено в конце сентября. В здании демонстрировались достижения передовых машинотракторных станций, механизированных бригад, ремонтных предприятий, а также достижения в сфере энергетики Рязанской области. В экспозиционных помещениях были выставлены машинные узлы, инструменты, демонстрационные стенды с иллюстрациями, в конце 1950-х годов здесь выставлялся макет Рассыпухинской ГЭС. При выходе из помещения во двор можно было увидеть панораму Восточной аллеи комплекса, в конце которой был установлен ветрогенератор.
Крупные экспонаты выставлялись на открытых площадках рядом с павильоном. Среди них были образцы сельскохозяйственной авиации, электротракторы с передвижной трансформаторной подстанцией, использовавшиеся в колхозах неподалёку от Кузьминской ГЭС, сенокосилки, зерносушилки, дождевальные установки, комбайны и прочая техника.
В 1960-х годах в помещениях павильона были расположены магазины рязанского Горпродторга. В 1970-х было принято решение перевести сюда Приокский автовокзал. Для этого потребовалось провести существенную перепланировку здания. Лоджия центрального входа, которая располагалась со стороны Главной площади была заложена, а новый вход был сделан на противоположенном, дворовом фасаде. Перепланировке подверглись экспозиционные интерьеры здания — здесь были смонтированы кассы, кафе и зал ожидания. К бывшему парадному входу было пристроено помещение общественного туалета. Для размещения посадочных платформ снесли два павильона, располагавшихся рядом: № 22 «Транспорт и связь» и № 20, в котором находился ресторан.
В 1991 году, корпорация Торговый городок, выкупившая комплекс построила новые посадочные платформы, рядом с которыми впоследствии появились торговые павильоны. В планах реконструкции 2013 года автовокзал и его главное здание не вошли. В 2010-х годах руководство автовокзала провело ремонт здания, в результате которого стены павильона были обшиты сине-белыми сайдинговыми панелями, а над оригинальной плоской крышей появилась двускатная их профилированного металла. Также были существенно сокращены оконные и дверные проёмы. Впоследствии, в соответствии с требованиями транспортной безопасности вокруг пространства автовокзала появился забор с пропускным режимом.
В 2022 году госинспекция по охране культурного наследия выдала предписание собственнику автовокзала вернуть зданию первоначальный облик. Весной 2023 года все пластиковые панели со здания были демонтированы и рабочие приступили к реставрации, которая продолжаются в 2024.

## Архитектура
Одноэтажный павильон первоначально был сориентирован парадным входом на Главную площадь. В центре главного фасада располагалась открытая лоджия с пилястрами, на которую вели широкие ступени. Внутри пространства лоджии находился парадный вход и четыре крупных окна в пол. Крышу павильона во всему периметру венчала белая балюстрада. На восточной и западном фасадах располагались окна, повторяющие окна парадного фасада. В стене дворового фасада располагался задний вход под полуциркульным окном.
В 1970-х годах галерея была заложена глухой стеной, к которой было пристроено пространство общественного туалета. В 2023 году эти объёмы сохранили, открыв полупилястры и вычленив пространство для двух окон, повторяющих оригинальные. Помещение туалета привели к композиционной симметрии. Южный фасад был восстановлен в полном объёме, однако балюстрада на крыше так и не появилась.